# Mbezi

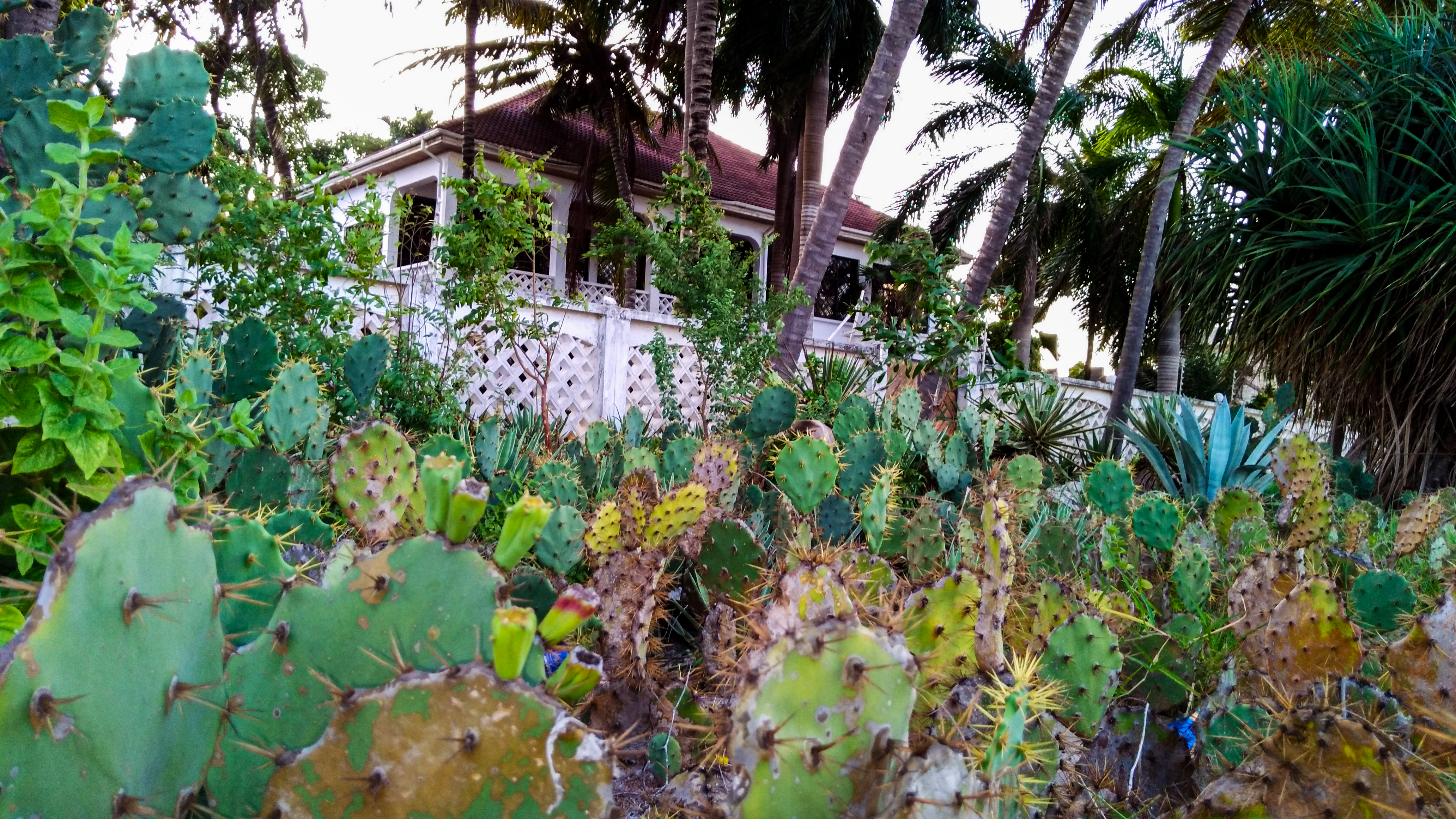
Bella casa alla spiaggia

Mbezi è una circoscrizione urbana (urban ward) della Tanzania situata nel distretto di Kinondoni, regione di Dar es Salaam. Conta una popolazione di 73 414 abitanti (censimento 2012).